# Evans Wise
Evans Wise   (Port-of-Spain, 23 de novembre de 1973) és un exfutbolista de Trinitat i Tobago de la dècada de 2000.
Fou 14 cops internacional amb la selecció de Trinitat i Tobago.
Pel que fa a clubs, destacà a Tampa Bay Mutiny i Waldhof Mannheim.